# شاطئ هنتنغتون (كاليفورنيا)
شاطئ هنتنغتون (بالإنجليزية: Huntington Beach)‏ هي إحدى مدن مقاطعة أورانج، كاليفورنيا. تم إعطاءها لقب مدينة في 17 فبراير، 1909.

## المناخ
يظهر الجدول التالي التغييرات المناخية على مدار السنة لشاطئ هنتنغتون:
| البيانات المناخية لـشاطئ هنتنغتون | البيانات المناخية لـشاطئ هنتنغتون | البيانات المناخية لـشاطئ هنتنغتون | البيانات المناخية لـشاطئ هنتنغتون | البيانات المناخية لـشاطئ هنتنغتون | البيانات المناخية لـشاطئ هنتنغتون | البيانات المناخية لـشاطئ هنتنغتون | البيانات المناخية لـشاطئ هنتنغتون | البيانات المناخية لـشاطئ هنتنغتون | البيانات المناخية لـشاطئ هنتنغتون | البيانات المناخية لـشاطئ هنتنغتون | البيانات المناخية لـشاطئ هنتنغتون | البيانات المناخية لـشاطئ هنتنغتون | البيانات المناخية لـشاطئ هنتنغتون |
| الشهر                             | يناير                             | فبراير                            | مارس                              | أبريل                             | مايو                              | يونيو                             | يوليو                             | أغسطس                             | سبتمبر                            | أكتوبر                            | نوفمبر                            | ديسمبر                            | المعدل السنوي                     |
| --------------------------------- | --------------------------------- | --------------------------------- | --------------------------------- | --------------------------------- | --------------------------------- | --------------------------------- | --------------------------------- | --------------------------------- | --------------------------------- | --------------------------------- | --------------------------------- | --------------------------------- | --------------------------------- |
| الدرجة القصوى °ف (°م)             | 87 (31)                           | 89 (32)                           | 91 (33)                           | 98 (37)                           | 90 (32)                           | 102 (39)                          | 106 (41)                          | 94 (34)                           | 107 (42)                          | 104 (40)                          | 94 (34)                           | 94 (34)                           | 107 (42)                          |
| متوسط درجة الحرارة الكبرى °ف (°م) | 63 (17)                           | 63 (17)                           | 63 (17)                           | 64 (18)                           | 66 (19)                           | 68 (20)                           | 71 (22)                           | 72 (22)                           | 72 (22)                           | 70 (21)                           | 67 (19)                           | 63 (17)                           | 67 (19)                           |
| متوسط درجة الحرارة الصغرى °ف (°م) | 50 (10)                           | 51 (11)                           | 52 (11)                           | 55 (13)                           | 58 (14)                           | 61 (16)                           | 64 (18)                           | 65 (18)                           | 64 (18)                           | 60 (16)                           | 54 (12)                           | 49 (9)                            | 57 (14)                           |
| أدنى درجة حرارة °ف (°م)           | 29 (−2)                           | 28 (−2)                           | 33 (1)                            | 38 (3)                            | 40 (4)                            | 48 (9)                            | 49 (9)                            | 52 (11)                           | 49 (9)                            | 32 (0)                            | 34 (1)                            | 32 (0)                            | 28 (−2)                           |
| الهطول إنش (مم)                   | 2.1 (53)                          | 2.7 (69)                          | 1.7 (43)                          | 0.7 (18)                          | 0.1 (2.5)                         | 0.1 (2.5)                         | 0.0 (0.0)                         | 0.0 (0.0)                         | 0.2 (5.1)                         | 0.4 (10)                          | 1.0 (25)                          | 1.8 (46)                          | 10.8 (274.1)                      |
| المصدر: Weather Channel           |                                   |                                   |                                   |                                   |                                   |                                   |                                   |                                   |                                   |                                   |                                   |                                   |                                   |

## أعلام
- فرانك كومستوك
- إيفا أنجلينا
- سينيستر غيتس
- م. شادوز
- جيمس سوليفان

## روابط خارجية
- شاطئ هنتنغتون على موقع EncyclopediaOfSurfing.com (الإنجليزية)